# Iulian Pîtea
Sorin Iulian Pîtea (* 7. September 1997 in Brașov) ist ein ehemaliger rumänischer Skispringer.

## Werdegang
Pîtea startet für den CSS Dinamo Râșnov. Er gab im Alter von 13 Jahren am 8. September 2010 in Einsiedeln sein Debüt im FIS Cup. Er belegte den 50. Platz von 54 Teilnehmern und konnte sich somit nicht für den zweiten Durchgang qualifizieren. Im Verlaufe der Saison 2010/11 trat er bei weiteren Springen im FIS Cup an, konnte sich jedoch kein einziges Mal für den 2. Durchgang qualifizieren. Beim ersten FIS Cup der Saison 2011/2012 in Gérardmer konnte Pîtea sich als 29. erstmals für den zweiten Durchgang qualifizieren. Insgesamt konnte er sich in dieser Saison fünfmal für den zweiten Durchgang qualifizieren. Am 18. Dezember 2011 gab er in Erzurum sein Debüt im zweitklassigen Continental Cup und belegte den 52. Platz. Bei der Junioren-WM 2012 in Erzurum belegte er den 62. Platz.
In der Saison 2012/2013 pendelte Pîtea zwischen Continental Cup und FIS Cup. Im Continental Cup verpasste er bei jedem Springen den 2. Durchgang. Beim FIS Cup in Râșnov belegte er beim ersten Springen den zweiten Platz, das zweite Springen gewann er. Er ist damit der erste und bisher einzige Rumäne, der einen FIS Cup gewinnen konnte. Bei der Junioren-WM 2013 in Liberec belegte er den 45. Platz. Im Sommer 2013 trat Pîtea bei mehreren FIS Cups an, er erzielte dabei jedoch nur durchwachsene Leistungen. Im Winter sprang er regelmäßig im Continental Cup. Am 28. Dezember 2013 konnte er sich in Engelberg als 22. erstmals den zweiten Durchgang erreichen und gewann damit auch seine ersten Continental-Cup-Punkte. Am 19. Januar 2014 konnte er mit einem 12. Platz beim Continental Cup in Sapporo sowohl seinen größten eigenen als auch den größten Erfolg eines Rumänen im Continental Cup überhaupt verbuchen. Wenige Tage später trat Pîtea in Sapporo auch erstmals bei einem Weltcup an und konnte sich auf Anhieb für den Wettkampf qualifizieren. Bei seinem Weltcup-Debüt am 25. Januar belegte er den 46. Platz.
2014 nahm Pîtea als 16-Jähriger an den Olympischen Winterspielen teil. Er war der erste rumänische Skispringer bei Olympischen Spielen seit 22 Jahren. In Sotschi landete er auf der Normalschanze auf dem 55. und auf der Großschanze auf dem 61. Platz. Bei den Weltmeisterschaften 2017 in Lahti belegte er mit der rumänischen Mannschaft den 13. Platz. Ende besagten Jahres trat er letztmals international an.

## Statistik

### Grand-Prix-Platzierungen
| Saison | Platz | Punkte |
| ------ | ----- | ------ |
| 2014   | 77.   | 2      |